# Tamburină

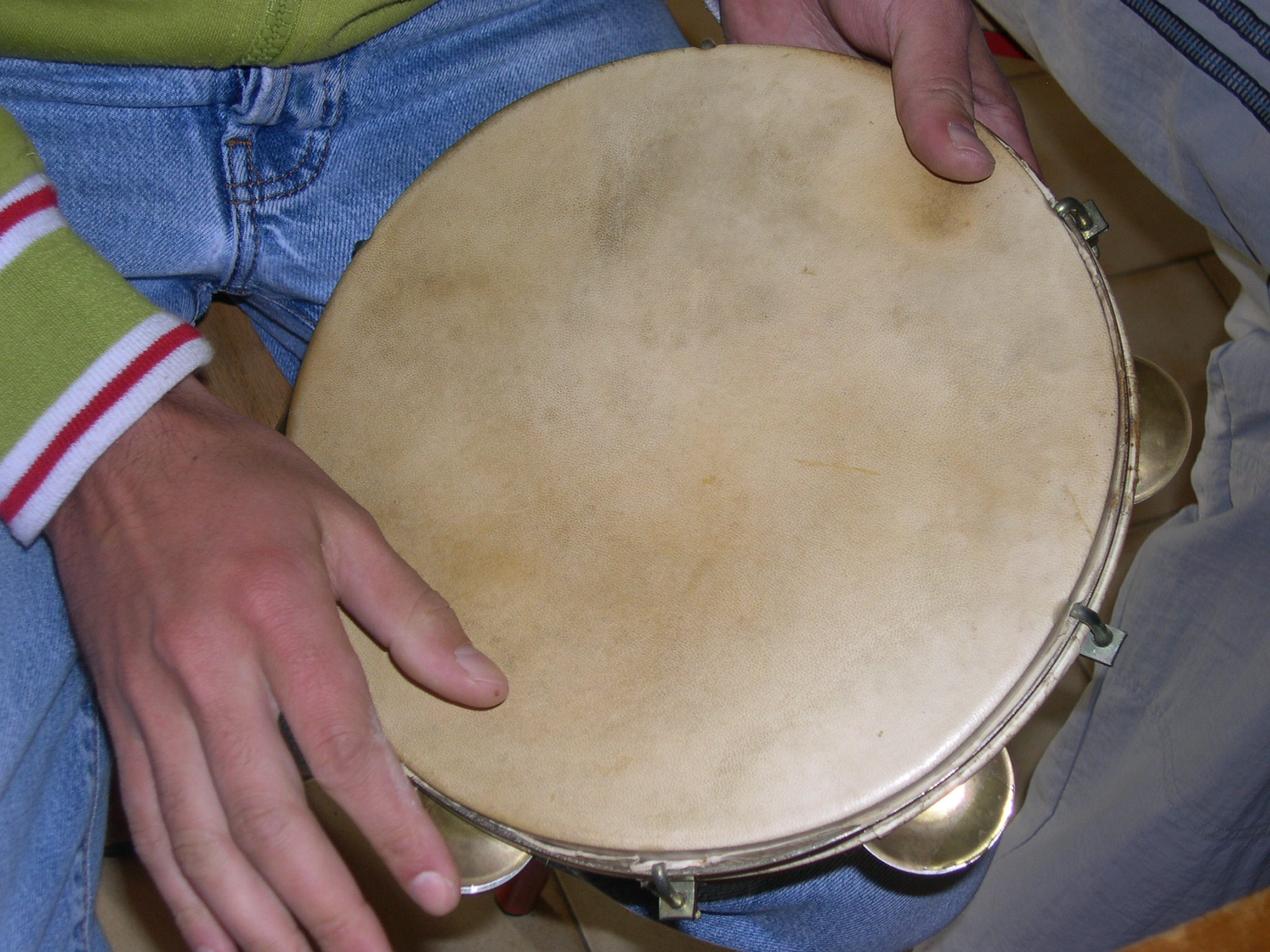
Tamburină

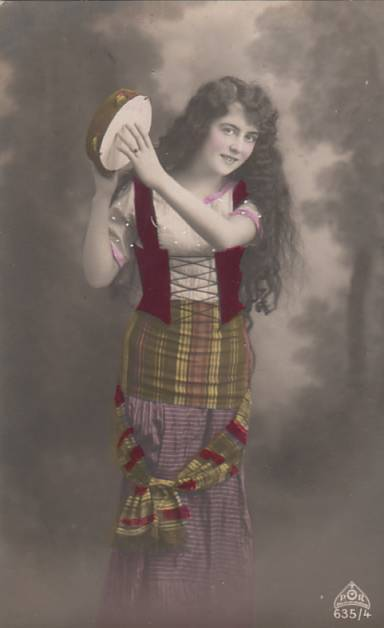
Tânără cântând acompaniată de tamburină

Tamburina este un instrument muzical popular de percuție de forma unei tobe mici, portative, cu pielea întinsă pe o singură parte și cu plăci de metal sau cu zurgălăi de jur împrejur, la care sunetele se obțin prin agitare în aer sau prin lovire cu mâna.
Este folosită mai ales în Spania, Italia și în Orient, pentru acompanierea ritmică a dansului.
Denumirea arabă a tamburinei este Rikk. La arabi, tamburina, constituită dintr-un cadru circular din lemn sau metal, prevăzut cu numeroase discuri de metal, era utilizată la petreceri și la sărbători, fiind considerată un simbol al veseliei.
Un instrument muzical popular oriental de percuție, asemănător cu tamburina, format dintr-o piele de tobă întinsă pe un cerc de lemn, prevăzut în interior cu discuri metalice și folosit la marcarea ritmului, se numește dairea.

## Tamburina în viața religioasă
- În Vechiul Testament există instrucțiuni clare despre felul cum trebuie să se desfășoare serviciile de închinare la Templu. Corul leviților era acompaniat doar de instrumente cu coarde, iar tamburina și tobele, care erau folosite pentru muzica de dans în societate, erau cu desăvârșire interzise în Templu, ca și dansul.[3]
- Tot în Vechiul Testament, în Exod 15-21, se arată cum Miriam, sora lui Moise și a lui Aaron, conduce la tamburină dansul femeilor care celebrează trecerea Mării Roșii de către copiii lui Israel.[4]
- Primele instrumente folosite pentru acompaniamentul muzicii Gospel, în cadrul bisericilor afro-americane din primii ani ai secolului XX, au fost cele de percuție, care includ toba cu coarde snare drum, toba bass, trianglul și tamburina. Până la urmă, tamburina a fost cel mai folosit dintre acestea.[5]

## Tamburina în viața de curte
- Spătarul Iancu Malaxa, venit în Moldova în 1819, o dată cu domnitorul Mihail Șuțu, era renumit la cântatul din gură acompaniat fiind cu naiul și tamburina. Se spune că de emoție și plăcere adeseori lumea cădea leșinată ascultându-l.[6]

## Tamburina în artele vizuale
- Vaucanson, fiul unui fabricant de mănuși, născut la Grenoble în 1709, a fost un pasionat constructor de păpuși mecanice animate. Una din acestea, realizată în 1739, se numea „Cântărețul la tamburină”, care putea să bată și ritmul din picioare.[7]
- Muzeul Municipiului București deține o pictură în ulei pe pânză, realizată în 1848 de Gheorghe Tattarescu, cu titlul Femeie cu tamburină.[8]
- În 2009, filmul „Tamburină, tobă” al regizorului rus Alexei Mizghiriov a fost distins la festivalul cinematografic de la Cottbus, Germania, la categoria „Cel mai bun regizor”.[9]

## Tamburina în literatură
- Cea mai veche miniatură în care e reprodusă tamburina, cel mai arhaic instrument muzical folosit in Armenia, se află într-un manuscris din sec. XIII.[10]
- Marius Oprea și-a intitulat Solo de tamburină un volum de versuri, apărut la Editura Paralela 45 în 1999.

## Tamburina în medicină
- Un medic francez a recomandat un tratament de muzicoterapie, pe bază de sunete de tamburină, pentru a calma durerile de stomac ale unei paciente.[11]